# أمريكيون موريتانيون
الأمريكيون الموريتانيون (بالإنجليزية: Mauritanian Americans)‏ هم أمريكيون من أصل موريتاني يحملون الجنسية الأمريكية . وفقًا للإجابات المقدمة على سؤال مفتوح مدرج في تعداد الولايات المتحدة لسنة 2000، قال 993 شخصًا أن أصولهم العرقية موريتانية.  ومع ذلك، وفقًا لتقرير نُشر عام 2012، يعيش حوالي 4.000 شخص من أصل موريتاني في منطقتي سينسيناتي وإيرلانغر  ويعيش 1.065 موريتانيًا آخرين في كولومبوس، أوهايو . 